# Franciszek Maciejowski
Franciszek Maciejowski (ur. 7 października 1798 w Piotrkowie Trybunalskim, zm. 24 grudnia 1873 w Warszawie) – polski prawnik oraz historyk, encyklopedysta  .

## Życiorys
Wybitny XIX-wieczny znawca prawa rzymskiego oraz historii prawa. Początkowo (1817) studiował w Krakowie. W czasie studiów był ponadto zatrudniony jako pomocnik bibliotekarza w Biblioteki Jagiellońskiej. W 1822 kontynuował studia w Berlinie i Wrocławiu. W 1823 zrobił absolutorium na Uniwersytecie Warszawskim, a w 1824 uzyskał stopień mgra praw, po czym rozpoczął aplikację w Radomiu w sądownictwie. W 1838 przeniesiony na podprokuratora do Płocka. W 1839 był sędzią Trybunału Cywilnego w Kielcach, a od 1840 sędzią Sądu Kryminalnego w Warszawie i referentem w X Departamencie Rządzącego Senatu. W 1854 powołany na sędziego Sądu Apelacyjnego. Poza służbą w sądownictwie wykładał w 1839-1846 prawo i postępowanie karne na Kursach Prawnych w Warszawie, a po ich zamknięciu w Instytucie Szlacheckim w 1848– 1857. Otrzymał natomiast doktorat honorowy na podstawie prac publikowanych w „Bibliotece. Warszawskiej.”, a m.in. za ogłoszony w 1848 Wykład prawa karnego, dostosowanego do wprowadzonej w 1847 w Królestwie Polskim kodyfikacji karnej. W 1861 odznaczony Orderem Świętego Stanisława 2 klasy. W 1862 został adiunktem na Wydziale Prawa Szkoły Głównej Warszawskiej. W 1863 objął katedrę historii i instytucji prawa rzymskiego w Szkole Głównej, potem został profesorem nadzwyczajnym., a od 1865 profesorem zwyczajnym. W 1868 otrzymał na własne żądanie emeryturę . W 1862 został uhonorowany godnością Doktora honoris causa Uniwersytetu Jagiellońskiego.
Synem Franciszka był XIX wieczny powieściopisarz Ignacy Maciejowski.

## Dzieła
Był autorem publikacji o tematyce prawniczej. Znany z dwutomowej pracy na temat prawa rzymskiego. Opublikował:
- De condictione (1830)[5],
- Rozbior dzieła pod tytułem: Praktyka kryminalna, tojest wzór rozważnego i porządnego spraw kryminalnych sądzenia według praw przyzwoitych i przystosowanych zdaniem autorów poważnych, przez szlachetnego jmci pana Jakoba Czechowicza, radcę i sędziego miasta Chelmna, z rękopisma po jego śmierci zostawionego, (1844),
- Wykład prawa karnego w ogólności z zastosowaniem Kodexu kar głównych i poprawczych z dniem 20 grudnia – 1 stycznia 1848 r. w Królestwie Polskiém obowiązującego tudzież Ustawy przechodniéj i Instrukcyi dla sądów (1848)[6],
- Zasady prawa rzymskiego pospolitego podług instytucyj justynijańskich: wraz z krótkim wywodem dziejowego rozwoju prawodawstwa rzymskiego, T. 1-2 (1865)[7][8].

Był również encyklopedystą piszącym hasła o tematyce prawniczej do 28 tomowej Encyklopedii Powszechnej Orgelbranda z lat 1859-1868. Jego nazwisko wymienione jest w I tomie z 1859 roku na liście twórców zawartości tej encyklopedii .